# Desenzano del Garda
Desenzano del Garda és un municipi italià, situat a la regió de la Llombardia i a la província de Brescia. Té 26.000 habitants.

## Personatges il·lustres
- Àngela Merici, religiosa i santa, fundadora de la Companyia de Santa Úrsula o Ursulines.
- Alessandro Carbonare, clarinetista.